# Alfa-Pineno
α-Pineno é um composto orgânico da classe do terpeno, um de dois isômeros do pineno. É um alceno e contém um anel de quatro membros reativo. É encontrado nos [[óleo essencial|óleos] de muitas espécies de árvores coníferas, notavelmente o pinheiro. Também é encontrado no óleo essencial de alecrim (Rosmarinus officinalis). Ambos os enantiômeros estão presentes na natureza; 1S,5S- ou (−)-α-pineno é mais comum em pinheiros europeus, enquanto o 1R,5R- ou (+)-α-isômero é mais comum na América do Norte. A mistura racêmica está presente em alguns óleos tais como o óleo de eucalipto.